# Ваља (Муреш)
Ваља (рум. Valea) насеље је у Румунији у округу Муреш у општини Варгата. Oпштина се налази на надморској висини од 361 m.

## Становништво
Према подацима из 2002. године у насељу је живело 650 становника.

### Попис2002.
| Расподела становништва по националности 2002.‍ | Расподела становништва по националности 2002.‍ | Расподела становништва по националности 2002.‍ | Расподела становништва по националности 2002.‍ | Расподела становништва по националности 2002.‍ |
| --------------------------------------------- | --------------------------------------------- | --------------------------------------------- | --------------------------------------------- | --------------------------------------------- |
|                                               |                                               |                                               |                                               |                                               |
| Мађари                                        | Мађари                                        |                                               | 582                                           | 89,5%                                         |
| Роми                                          | Роми                                          |                                               | 68                                            | 10,5%                                         |